# N-II (cohete)
El N-II o N-2 era un cohete derivado del Delta estadounidense producido bajo licencia en Japón. Reemplazó al cohete N-I en su uso japonés. Utilizaba una primera etapa Thor-ELT, una segunda etapa Delta-F, nueve aceleradores Castor y, en la mayoría de vuelos, una etapa superior Star-37E o bien una Burner-2, idénticas ambas a las de las configuraciones Delta 0100 estadounidenses. Se hicieron ocho lanzamientos entre 1981 y 1987, antes de que fuese reemplazado por el cohete H-I, el cual incorporaba etapas superiores producidas en Japón. Los ocho lanzamientos fueron exitosos.

## Lanzamientos
| Lanzamiento | Fecha / Hora (UTC)          | Lugar de lanzamiento | Carga útil         | Órbita | Resultado del lanzamiento |
| ----------- | --------------------------- | -------------------- | ------------------ | ------ | ------------------------- |
| N-7F        | 11 de febrero de 1981 08:30 | Tanegashima          | ETS-4 (Kiku-3)     | MEO    | Éxito                     |
| N-8F        | 10 de agosto de 1981 20:03  | Tanegashima          | GMS-2 (Himawari-2) | GTO    | Éxito                     |
| N-10F       | 4 de febrero de 1983 08:37  | Tanegashima          | CS-2A (Sakura-2A)  | GTO    | Éxito                     |
| N-11F       | 5 de agosto de 1983 20:29   | Tanegashima          | CS-2B (Sakura-2B)  | GTO    | Éxito                     |
| N-12F       | 23 de enero de 1984 07:58   | Tanegashima          | BS-2A (Yuri-2A)    | GTO    | Éxito                     |
| N-13F       | 2 de agosto de 1984 20:30   | Tanegashima          | GMS-3 (Himawari-3) | GTO    | Éxito                     |
| N-14F       | 12 de febrero de 1986 07:55 | Tanegashima          | BS-2B (Yuri-2B)    | GTO    | Éxito                     |
| N-16F       | 19 de febrero de 1987 01:23 | Tanegashima          | MOS-1 (Momo-1)     | LEO    | Éxito                     |